# Robovlasništvo
Robovlasništvo je prvi oblik klasnog i izrabljivačkog društvenog uređenja, a temelji se na privatnom vlasništvu i na prisilnom radu robova. Pojavilo se još u drevna vremena kad su Sumerani, Egipćani, stari Grci i Rimljani držali robove. U 15. stoljeću počela se razvijati velika trgovina robljem kad su Europljani počeli prodavati uhvaćene Afrikance i na tome zarađivali te ih brodovima preko oceana prevozili kao radnu snagu u europske kolonije. Ta trgovina ljudima trajala je do 19. stoljeća i znatno utjecala na afričke i američke kulture. Danas je ropstvo zakonski zabranjeno na međunarodnoj razini, ali još uvijek postoji - u nekim dijelovima svijeta u masovnim razmjerima: procjenjuje se danas da u svijetu ima oko 30 milijuna ljudi u ropskom položaju, mnogo i u Europi. Međunarodna trgovina robljem danas se uglavnom naziva engleskim terminom trafficking, te predmetom takve nezakonite međunarodne trgovine biva oko 3 milijuna ljudi, od toga 79% radi korištenja u prostituciji, a 19% radi prisilnog rada.

## Postanak i razvoj
Robovsko društveno uređenje počinje raspadom prvobitne zajednice, na prijelazu iz četvrtog u treće tisućljeće pr. Kr., a završava nastankom feudalizma u petom stoljeću. U razdoblju koje je trajalo gotovo 4 000 godina nastale su velike promjene u ljudskom društvu, da se ni današnji odnosi među ljudima ne mogu razumjeti bez poznavanja robovlasništva. Nastajanju ovog društva prethodile su promjene u prvobitnoj zajednici. Pojedinci se počinju izdvajati te se počinje proizvoditi više nego je potrebno za goli opstanak. Čovjek počinje izrabljivati drugog čovjeka. Pojedinci ne moraju ni raditi, ni proizvoditi, ali sudjeluju u raspodjeli dobara. Nema više izbora poglavara, već to postaje nasljedno pravo. Obitelji počinju živjeti na teškom radu robova koji nemaju nikakva prava i daje im se tek potrebno za život. U antičkim vremenima, ropstvo je svoj vrhunac dostiglo u grčkom svijetu i Rimskom Carstvu. Robovi su izrađivali najveći dio proizvoda, a paralelno su radili i u kući i na zemlji. Nisu imali gotovo nikakva prava, no neki su stekli slobodu pa čak i visok društveni položaj.

## Trgovina robljem
Afroeuropsku trgovinu robljem započeli su Portugalci oko 1440. godine, no, svoj vrhunac dostigla je pod vodstvom Engleza koji su brodovima prevozili preko Atlantskog oceana golem broj Afrikanaca kao robovsku snagu na plantažama pamuka i duhana u njihovim američkim kolonijama. Više od sedam milijuna Afrikanaca, prema nekim procjenama, prevezeno je od Afrike da bi u Americi živjeli u bijedi i siromaštvu. Ta je trgovina donosila veliku dobit europskim i afričkim trgovcima, a uništila je nekoliko afričkih kraljevstva. Ujedno je izmijenila stanovništvo u Amerikama; početkom 19. stoljeća polovica brazilskog stanovništva bila je afričkog podrijetla.
Proizvodnja tropskih poljoprivrednih proizvoda (poput kave, pamuka, šećera, ruma) uz uporabu ropske snage je bila iznimno profitabilna i predstavljala je glavni izvor prihoda kolonijalnih imperija, a poslije i osamostaljenih država Sjeverne i Južne Amerike: procjenjuje se, tako, da je Konfederacija Američkih Država nakon proglašenja neovisnosti (koja je dovela do Američkog građanskog rata i posljedično do oslobođenja robova u SAD) predstavljala zahvaljujući poljoprivredi zasnovanoj na ropskom radu četvrtu najveću ekonomiju na svijetu. Zapravo je - prema procjenama - od 6 i pol milijuna ljudi koji su doseljeni u Južnu i Sjevernu Ameriku između 1492. i 1776. godine samo njih 1 milijun došlo iz Europe, dok su preostalih 5 i pol milijuna bili afrički robovi. Uvjeti života robova su bili iznimno teški, a pomor izrazito visok.
- Trgovci

Trgovci iz engleskih luka plovili su u zapadnu Afriku i razmjenjivali robu za Afrikance koji su bili uhvaćeni i dovedeni do obale. Robovi su se žigosali poput stoke te brodovima prevozili u Ameriku.
- Brodovi za prijevoz robova

Između 1701. i 1810. više od milijun Afrikanaca umrlo je od gušenja, bolesti ili izgladnjelosti na putovanju preko Atlantika koje je trajalo i do deset tjedana. Robovi su bili okovani lancima kako ne bi skočili preko palube zato što je gubitak roba značio gubitak dobiti. Radi prijevoza robova su čak bili građeni i posebni brodovi.
- Sajmišta

U Amerikama su, na sajmištima robova, trgovci na dražbama prodavali Afrikance vlasnicima plantaža. Trgovcima i kupcima Afrikanci više nisu bili ljudi, već imovina. Obitelji robova su se obično razdvajale zauvijek.
Jedan Španjolac koji je bio na položaju s kojeg je mogao procijeniti zbivanja piše 1518. da je u doba kada je Hispaniola otkrivena na njoj živjelo 1 130 000 Indijanaca. "Danas ih nema više od 11 000, a sudeći prema onome što se događa, za tri ili četiri godine ne će biti niti jednog ako se nešto ne promijeni". Uvidjelo se da domoroci nisu dobri robovi i kako ih treba zamijeniti afričkim crncima. Godine 1516. Španjolska prima prvu pošiljku šećera koji su na Karibima uzgojili crnci, a 1518. španjolski brod prvi put u Ameriku dovozi "tovar" Afrikanaca pravo s gvinejske obale. Kongoanski kralj Nzinga Memba, pokršten nedugo nakon 1500. kao kralj Affonso I., srdačno je primio Portugalce koji su došli s obećanjima kako će trgovati i donijeti mnoga korisna znanja. Darovao im je mnogo kućnih slugu i drugih sebi potčinjenih ljudi, a zatim uvidio neuzaživu portugalsku glad za robljem koje će uzgajati šećer na Sao Tomeu ili u Brazilu. Portugalski zastupnici bezobzirno ruše kraljevu vlast među obalnim poglavicama trgujući sa svakim od njih posebno umjesto preko kraljevih opunomoćenika. Odvode svakoga koga se dočepaju, pa i članove kraljevske obitelji. Korupcija i razularenost toliko se razmahaše da ožalošćeni kongoanski kralj 1526. piše u pismu poslanom u Lisabon kako "zemlja ostaje povremeno bez stanovništva". Dva stoljeća kasnije kralj Dahomeja čak nudi bijelcima stvoriti plantaže na obali pod uvjetom da prestanu odvoditi ljude, ali niti jedan pokušaj ne uspijeva jer dosta afričkih poglavica prodaje zarobljenike kako bi se domoglo europskih pušaka. Kapetani jedrenjaka kupovali su crnce prema kojima su postupali kao prema stoci procjenjujući veličinu, snagu i ljepotu. Onda bi ih natrpali u bijedno zagušljivo potpalublje i vezali lancima, te plovili prema Americi što su mogli brže (a to je bilo vrlo sporo) nadajući se da gubitak na putu ne će biti veći od 10% do 15%. Borbot opisuje uobičajeni prizor: "Kada dovedu robove iz unutrašnjosti u Ouidah, zatvore ih sve zajedno u daščaru sagrađenu za to pored plaže; kad ih Europljani trebaju preuzeti, robove izvedu na veliku poljanu gdje brodski ranarnik ispituje svaki dio svakog čovjeka, do najmlađega; muškarci i žene stoje potpuno goli. Oni za koje se ustanovi kako su zdravi i podobni odvajaju se na jednu stranu, a ostali na drugu. Ti odbijeni robovi zovu se makronima: obično im je više od 35 godina ili su im oštećena usta, oči ili zubi, ili su posijedjeli, ili imaju spolnu bolest, ili neki drugi nedostatak. Kada su ti odvojeni, svima koji su proglašeni podobnima na grudi se užarenim željezom utiskuje znak Francuske, Engleske ili Nizozemske tvrtke kako bi svaka država mogla razlikovati svoju imovinu i kako bi onemogućili trgovcima zamijeniti ih za druge, slabije. U toj se pojedinosti pazi da se žene, kao najnježnije, ne spale previše". Zapovjednik broda obično bi se opravdano bojao pobune pa bi obično naredio zatvorenike u potpalublju okovati lancima; ponekad su ih jednom dnevno izvodili na palubu udahnuti zraka i tjerali skakati kako bi obnovili cirkulaciju. To se smatralo toliko nužnim za zdravlje, rečeno je u Donjem domu 1789. godine, da su zatvorenike "bičevali ako bi odbili". Smatrali su da je mudro odvoditi Afrikance u ropstvo jer ih se tako odvodi iz "beskrajne noći divljega barbarstva" u zagrljaj "nadmoćne uljudbe". Britanski državni tajnik za kolonije lord Dartmouth još je 1775. mogao u Parlamentu reći da njegova vlada ne može dopustiti obustavu ni "bilo kakvo" slabljenje "trgovine koja toliko koristi naciji". Dio Afrikanaca, većinom iz Angole, uspio je pobjeći iz zarobljeništva u sjeveroistočnom Brazilu te su oko 1605. osnovali svoju vlastitu slobodnu Republiku Palmares, koja se gotovo 100 godina uspješno branila od stalnih portugalskih i nizozemskih nasrtaja. Barbot piše 1860-ih: "Silni robovi koje kalabarski crnci prodaju svim europskim nacijama nisu njihovi ratni zarobljenici; većinu su ih kupili od susjeda iz unutrašnjosti". Također piše da su Ardra, Jakin i susjedne države duž obale "toliko marljive da su mogle isporučiti tisuću robova mjesečno". Britanci su 1839. godine procijenili da se godišnje na Zanzibaru prodavalo 40 000 do 45 000 robova. Sajjid Said učinio je još više pretvorivši otok u najvećega svjetskog proizvođača klinčića. Atlantskom trgovinom raseljeni su ili umrli deseci milijuna Afrikanaca.

### Robovlasništvo na plantažama
Robovi su po cijele dane naporno radili na plantažama na jugu Sjedinjenih Država ili su radili u kućama kuhajući i čisteći. Stanovali su u kolibama i spavali na podnim prostirkama. Crnci nisu imali nikakva prava; bili su imovina vlasnika plantaža. Zbog takvog ugnjetavanja, izbilo je više od 250 robovskih pobuna. Slijede dva primjera oglasa za prodaju robova u SAD-u.
- Abolicionisti

Krajem 18. stoljeća počeli su se javljati engleski i američki pokreti za ukidanje ropstva. Čiča Tomina koliba (1851.) spisateljice Harriet Beecher Stowe bio je antirobovski roman. Godine 1833. Velika Britanija je prestala s trgovinom robovima, no, ropstvo se nastavilo u Sjedinjenim Državama, naročito na Jugu, sve do okončanja Građanskog rata 1865. godine.
- Harriet Tubman

Rođena u robovskom Marylandu, SAD, Harriet Tubman (1820. – 1913.) pobjegla je 1844. Nakon toga, a uz njenu pomoć, slobode se dočepalo 300-tinjak robova i to tajnim putem od Juga prema Sjeveru, poznatim kao "podzemna željeznica". Tijekom Građanskog rata Tubman je kao bolničarka i uhoda radila za Sjever.

## Pravne zabrane robovlasništva
Na međunarodnoj razini, danas je ropstvo zabranjeno Konvencijom o ukinuću prinudnog rada (br. 105) Međunarodne organizacije rada usvojenom u Ženevi 25. lipnja 1957. godine, čija je članica i Republika Hrvatska. Konvenciju je ratificiralo 175 međunarodno priznatih država.
U Republici Hrvatskoj, sudjelovanje u uspostavi ropstva nad nekom osobom ili u trgovanju robljem je kažnjivo s jednom do deset godina zatvora (čl. 105. i 106. Kaznenog zakona); u praksi se slučajevi uspostave ropstva povremeno utvrde, te se provodi kazneni progon.

## Suvremeno robovlasništvo
Ropstvo je danas prisutno najviše u Africi i Aziji. Tijekom Građanskog rata u Libiji koji je započeo 2014. godine subsaharski migranti koji su pokušali ući u Europu hvatani su i prodavani na otvorenm tržnicama za robove. Žene su često silovane te korištene kao seksualne robinje, odnosno prodavane su u bordele. U Libiji je također zabilježeno dječje seksualno roblje, a ista djeca pogođena su silovanjima i zlostavljanjem.
Procjenjuje se kako je u Mauritaniji oko 20% stanovništva prisiljeno na rad kako bi vratili svoje osobne dugove ili dugove obitelji. U Mauritaniji je ropstvo kriminalizirano 2007. godine, a od u razdoblju od 2007. do 2012. donesena je samo jedna pravomoćna presuda za kazneno djelo ropstva.
Robovlasnišvo je danas kazneno djelo u svim državama svijeta, a procjenjuje se kako u cijelom svijetu postoji između 12 i 30 milijuna robova. Prema procjenama organizacije Human Rights Watch 2003. godine je u Indiji bilo 15 milijuna djece u dužničkom ropstvu. Druga zemlja s najviše robova je Kina (2,9 milijuna), zatim slijede Pakistan (2,1 milijuna), Nigerija, Etiopija, Rusija, Tajland i ostali.
U Hrvatskoj se, prema procjenama, oko 17.000 ljudi nalazi u ropskom položaju, uglavnom u kontekstu prostitucije.
Procjenjuje se da oko 3 milijuna robova biva prebačeno preko nacionalnih granica, jedan od glavnih odredišta trgovine robljem je Europska unija, radi korištenja u prostituciji.
Procjenjuje se kako je ukupna vrijednost robovlasničke ekonomije u svijetu oko 35 milijardi dolara godišnje.

## Kronološki prikaz važnijih zbivanja
| Godina                | Povijesna zbivanja |
| --------------------- | --- |
| Starozavjetna vremena | Sveto Pismo nije nalagalo ukidanje ropstva kao pojave robovlasničkoga društva, no na više mjesta upućuje na neprihvatljivost robovlasništva vjerniku, traži strogo kažnjavanje za porobljavanje suplemenika, zatim nalaže poštovanje robova kao ljudskih bića. |
| 539. pr. Kr.          | Perzijski vladar Kir Veliki zaposjeda Babilon, oslobađa Židove iz ropstva i donosi prvu povelju o ljudskim pravima (Kirov cilindar) |
| 73. – 71.pr. Kr.      | Spartak predvodi ustanak robova u Rimskom Carstvu. Nakon ugušenja ustanka, na križ je pribijeno 6000 robova. |
| - do 67.              | Poslanica Kološanima: nema razlike među ljudima, nego sve i u svima – Krist. |
| oko 1100.             | Arapski trgovci šalju zapadnoafričke robove u Aziju i Arabiju. |
| 27. siječnja 1416.    | Dubrovačka Republika među prvima u Europi zabranjuje trgovinu ljudima i ropstvo. |
| 1619.                 | Prvi brodovi s robovima stižu u Virginiju. |
| 1780. – 1786.         | Neke države u SAD-u donose zakone o oslobađanju robova. |
| 1808.                 | SAD ukinule uvoz robova. |
| 1814.                 | Bečkim kongresom zabranjuje se trgovina robovima u europskim zemljama. |
| 1820.                 | SAD donosi zakon kojim se prekomorska trgovina robljem tj. prijevoz roblja brodovima proglašava piratstvom, te se u skladu s time jednako i kažnjava, tj. vješanjem.                                                                                           |
| 1831.                 | Nat Turner predvodi ustanak robova u Virginiji, SAD. Svi sudionici su obješeni. Robovskim kodeksom zabranjeno je opismenjavanje. |
| 1833.                 | Britanci ukidaju trgovinu robljem. |
| 1857.                 | Slučaj Dreda Scotta. Vrhovni sud SAD-a donosi presudu da crnci nisu građani. |
| 1863.                 | Proglasom o oslobađanju oslobođeni su robovi u južnim državama SAD-a. Proglas nije imao utjecaja do 1865. god. tj. završetka američkog građanskog rata |
| 1865.                 | Poslije građanskog rata ukinuto ropstvo u SAD-u. |
| 1948.                 | Ujedinjeni narodi donose Deklaraciju o ljudskim pravima kojom se zabranjuje ropstvo i trgovina ljudima. |
| 1950.                 | Europska konvencija o zaštiti temeljnih ljudskih prava: "Nitko se ne smije držati u ropstvu ili ropstvu sličnom odnosu. Nitko se ne smije siliti na prisilan ili obvezatan rad."                                                                               |
| 1981.                 | Mauretanija ukida ropstvo kao posljednja država svijeta. |
| danas                 | Ropstvo i dalje postoji u ruralnim dijelovima subsaharske Afrike. |

## Poveznice
- Ropstvo u staroj Grčkoj
- Ropstvo u Starom Rimu
- Ropstvo u Africi
- Trgovanje ljudima
- Dužničko ropstvo